# مصطفى يغشا
مصطفى يغشا من مواليد 7 نوفمبر 1952، هو لاعب كرة قدم مغربي سابق كان يشغل مركز مدافع.

## مسيرته
يغشا لعب ضمن فريق الدفاع الحسني الجديدي في البطولة الوطنية. كذلك زاول في فريقي نادي شينوا ونادي سيرفيت  بدوري السوبر السويسري.
يغشا لعب ضمن المنتخب المغربي في أولمبياد 1972.
سنة 2006، اختير من لدن الاتحاد الأفريقي لكرة القدم واحدا من بين أفضل 200 لاعب كرة قدم أفريقي في آخر 50 سنة.

## روابط خارجية
- مصطفى يغشا على موقع قاعدة بيانات كرة القدم.إي يو (الإنجليزية)
- مصطفى يغشا على موقع أوليمبيديا (الإنجليزية)